# Stade poitevin Football Club
Pour les articles homonymes, voir Stade poitevin.
Maillots
Actualités
Dernière mise à jour : 5 septembre 2024.
Le Stade poitevin Football Club est un club de football français fondé en 1921 , à Poitiers. C'est la section football du Stade poitevin, club omnisports français, fondé en 1900.
Après avoir longtemps évolué au stade Paul-Rébeilleau de Poitiers, il est aujourd'hui basé au complexe sportif de la Pépinière à Buxerolles dans la proche banlieue nord de Poitiers. Le club évolue en Championnat de France de football de National 2 lors la saison 2024-2025.
Le samedi 18 mai 2024, le Stade Poitevin Football Club assure sa montée sportive en National 2

## Repères historiques
Le « Football Club poitevin », club consacré au football, est fondé en 1921. Il fusionne avec le « Club athlétique supérieur de Poitiers », en 1936 pour donner naissance au Sporting Club poitevin
Le Sporting est promu en Division d'Honneur (DH) de la Ligue du Centre en 1937.
Il fusionne en 1942 avec le club doyen de Poitiers fondé en 1900, le Stade poitevin, club omnisports où l'on pratique le rugby, l'escrime, le cyclisme et l'athlétisme pour devenir sa section football. Sous son nouveau titre : « Stade Poitevin Sporting-Club », il participe en 1943/44 au premier championnat de France amateurs (CFA) dans le groupe I (Orléanais-Poitou).
Après la guerre, le club rejoint la Ligue du Centre-Ouest, mais perd sa place en DH en 1952. La section football fusionne alors avec le « Patronage des Écoles Publiques de Poitiers », donnant naissance à l'Entente Stade Poitevin SC-PEPP,, communément appelé par la suite « Stade PEPP ». Champion de DH en 1963, les Poitevins accèdent au CFA sans vraiment y briller. Ils accrochent tout de même une belle 3e place dans le groupe Sud-Ouest au printemps 1968.
Poitiers figure parmi les clubs "invités" sur dossier à disputer le championnat de France de National en 1970, et raccourci son titre la saison suivante. Le club se maintient à cet échelon jusqu'en 1974 puis plonge au niveau inférieur, la Division 3, puis en Division 4 à partir de 1987.
En 1989, le Stade poitevin PEPP qui évolue alors en Division 4 joue encore au vieux stade Paul-Rébeilleau avant d'émigrer vers le tout nouveau stade Michel-Amand, sur le site de la Pépinière, un nouveau quartier de la commune de Buxerolles situé dans la banlieue nord de Poitiers.
Signant deux montées consécutives sous la direction technique de Denis Devaux, les Poitevins se retrouvent en Division 2 professionnelle en 1995, avec le futur international sénégalais Ferdinand Coly en défense centrale et évolue désormais au-dessus de son voisin châtelleraudais du SO Châtellerault, vieil habitué de la troisième division nationale. Il crée la sensation lors de la saison 1994-1995, en éliminant l'AS Monaco de Lilian Thuram, Éric Di Meco et Mickaël Madar en seizièmes de finale de la Coupe de France (2-1), devant 9 000 spectateurs.
L'aventure en D2, qui ne dure que le temps de la saison 1995-1996, se termine cruellement : le club finit 18e et n'est relégué qu'à la différence de buts lors de la dernière journée (et une défaite 2-0 sur le terrain du SAS Epinal, qui le devance ainsi au classement). À noter durant cette saison que la rencontre entre le Stade Poitevin et l'Olympique de Marseille (0-0), a attiré à la Pépinière quelque 12 000 spectateurs. Dans les rangs marseillais, on trouvait notamment Jérôme Alonzo, Tony Cascarino, Christophe Galtier ou encore Bernard Casoni.
Le retour en D2 est raté d'un rien en 1997 lors de la création du championnat de National. Le club, qui enchaîne les victoires à domicile, compte alors dans ses rangs des joueurs comme le Polonais, ex-Strasbourg, Tomasz Frankowski (22 buts), Carl Tourenne, Fritz Émeran ou encore Xavier Collin.
L'année suivante est plus morose en championnat National (7e). Mais c'est en Coupe de la Ligue que le club va faire parler de lui. Il élimine successivement Nice (D2), Nîmes (D2), puis Le Havre (D1) de Cyrille Pouget et Vikash Dhorasoo. La même équipe qui, en championnat une semaine plus tôt, avait gagné 2-0 face au PSG, au Parc des Princes. Le Stade poitevin tombe en 1/4 de finale, à Bordeaux, face aux Girondins (D1), n'échouant qu'en prolongations (4 buts à 3) contre Jean-Pierre Papin et consorts.
Malheureusement, à la fin de cette saison 1998, c'est le dépôt de bilan et la rétrogradation en CFA mais pour une saison seulement. Le club évolue alors de 1999 à 2003 en CFA 2, où il croise son voisin dans la même poule, le CEP Poitiers. Le Stade poitevin PEPP Football est entre-temps dissout.
Lors de la saison 2003-2004, sous la houlette de Lionel Charbonnier, le club (appelé désormais Stade poitevin Football), remonte en CFA. Mais des problèmes financiers et un dépôt de bilan replongent le club en DH en 2006. Désormais appelé Poitiers Foot 86 lors de la saison 2006-2007, le club fusionne avec son grand rival poitevin, le CEP (Cercle Éducation Physique de Poitiers) du patronage Saint-Joseph qui évolue alors au même niveau, en Division d'Honneur (DH), à l'aube de la saison 2007-2008, espérant ainsi retrouver son lustre d'antan. La fusion, qui est en fait une absorption de la section football du CEP du patronage Saint-Joseph, est alors nommée Poitiers Football Club aux couleurs marine et blanc.
Le 9 mai 2009, sous la houlette de David Laubertie, ancien entraîneur de l'US Chauvigny, le Poitiers FC décroche sa montée en CFA 2 grâce à sa victoire 3-0 contre Chauray. Le PFC termine 8e en CFA2 (2009-2010) puis 5e en 2010-2011 après avoir été premier à plusieurs reprises au cours de cette saison. En coupe de France ils échouent contre Agen en 32e après un beau parcours. Les Benjamins du club après avoir obtenu en 2009-2010 la 4e place de la finale nationale (1er club amateur) décroche la 10e place en 2010..
Le Poitiers FC est relégué en Division d'honneur (ligue du Centre-Ouest) au terme de la saison 2013-2014. Il manque la remontée directe la saison suivante, dans une élite régionale largement dominée par la réserve des Chamois niortais.
Lors de la saison 2015-2016 du championnat de Division d'Honneur de la Ligue du Centre-Ouest, le club joue ces premiers matchs à domicile au stade Paul-Rébeilleau, qui n'avait plus accueilli le football poitevin pendant 25 ans pour des rencontres officielles, lors des travaux de réfection du stade Michel-Amand, ex-stade de la Pépinière.
Le club retrouve le National 3 (Ancien CFA 2) lors de la saison 2017-2018, saison ponctuée par une 9e place. Ce sera la dernière saison sous le nom de Poitiers FC, le club ayant annoncé en 2016 son retour dans le giron du Stade poitevin Omnisports, chose faite pour la saison 2018-2019. Ce retour avec le maillot rayé noir et blanc se conclura également par une 9e place en National 3 et par une victoire en Coupe Nouvelle-Aquitaine.
Le Stade poitevin FC finit à la 6e place lors de la saison 2019-2020 à 5 points du leader le Stade montois. Le championnat ayant été arrêté à cause de la Pandémie de Covid-19, le club perd sa 5e place au profit de l'Aviron bayonnais qui a joué un match en moins et dispose d'une moyenne de points par match joué supérieure. Le club prépare la nouvelle saison avec l'arrivée de Yassine Tahoune comme coordinateur sportif et d'Erwan Lannuzel comme entraîneur de l'équipe fanion.
Le 18 mai 2024, le Stade poitevin conclut sa saison sur onze victoires d'affilée par une montée en National 2. Ce match, attendu comme un évènement, a réussi à rassembler plus de 1700 spectateurs dans le stade Michel Amand. Le 4 juin 2024, la DNCG valide l'accession du Stade poitevin mais avec un encadrement de sa masse salariale, une mesure qu'il avait déjà connu en début d'année 2024 en National 3.

## Image et identité

### Couleurs et maillots
Le Stade PEPP jouait traditionnellement en noir et blanc, couleurs traditionnelles du Stade poitevin omnisports  alors que la section football du CEP Poitiers jouait avec un maillot rayé rouge et noir. Lors de la  fusion entre les sections football des deux clubs en 2007, le nouveau club décide d'adopter la couleur bleu marine.
Depuis le retour dans le giron du Stade Poitevin omnisports, le club retrouve ses couleurs blanches et noires.
| Tenue du Stade Poitevin PEPP | Tenue du CEP Poitiers | Tenue du Poitiers FC | Tenue du Stade Poitevin FC | Tenue lors des 100 ans du club |

### Logos

Logo de la section football du Stade poitevin dans les années 1980
Logo du Stade poitevin football dans les années 1990.
Logo de la section football du patronage Saint-Joseph (CEP Poitiers).
Logo du Poitiers Football Club de 2007 à 2018.
Logo du Stade poitevin Football Club de 2017 à 2020.
Logo du Stade poitevin Football Club depuis juin 2020[25]
Logo pour le centenaire du club.

### Rivalité sportive

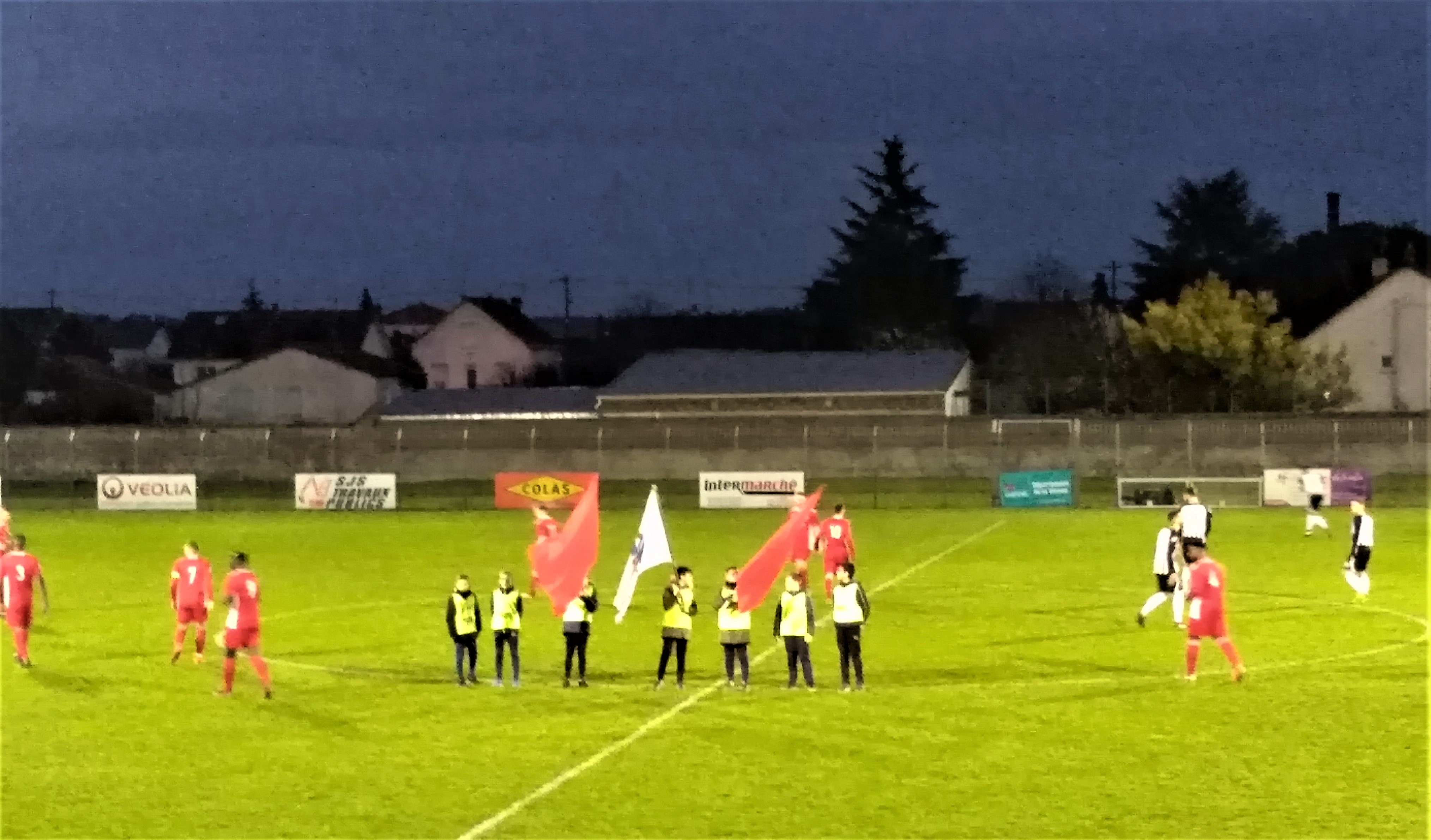
Avant match du derby de la Vienne (86) entre le SO Châtellerault et le Stade poitevin au stade de la Montée-Rouge à Châtellerault le 29 février 2020.

Le derby de la Vienne oppose traditionnellement le club au représentant la ville voisine de Châtellerault, le SO Châtellerault. La première rencontre entre le club poitevin et le SOC se déroula le 20 septembre 1942 au stade de Luna Park à Châtellerault lors du premier tour de la coupe de France (victoire du Sporting Club Poitevin, ancêtre du Stade PEPP puis du Stade poitevin FC à l'époque, par 4-3 après prolongation).

## Palmarès
| Compétitions nationales | Compétitions régionales |
| - Championnat National 2 (D4) - Vainqueur de groupe : 1994 - Championnat National 3 (D5) - Vainqueur de groupe : 2003, 2024 - Coupe de France - Meilleure performance : 8e de finale en 1995 - Coupe de la Ligue - Meilleure performance : quart de finale en 1998 | - Division d'Honneur du Centre-Ouest (2) - Champion : 1963 et 2009 - Coupe du Centre-Ouest (6) - Vainqueur : 1967, 1968, 1978, 1980, 1981 et 2000 - Coupe de Nouvelle-Aquitaine (1) - Vainqueur : 2019 |

## Entraîneurs
- 2002-2004 : Lionel Charbonnier
- 10/2004-10/2005 : Laurent Croci
- 10/2005-06/2007 : Jean-Luc Charrier
- 06/2007-06/2012 : David Laubertie[30]
- 06/2012-05/2013 : Dominique Polo[31]
- 12/2013-06/2018 : Sébastien Desmazeau[32]
- 06/2018-04/2020 : Jaïr Karam[33]
- 06/2020-06/2021 : Erwan Lannuzel[34]
- 06/2021-12/2022 : Xavier Dudoit[35]
- 12/2022-06/2023 : Geoffray Penoty[36]
- Luc Davaillon : depuis 2023[37]